# Ho.
Vodafone Enabler Italia S.r.l., in forma abbreviata VEI S.r.l., è un operatore virtuale di telefonia mobile italiano di Vodafone Italia S.p.A., che opera con il marchio ho. o ho-mobile.
Per le numerazioni delle SIM usa i prefissi 377-08 e 377-09. Successivamente sono stati introdotti i prefissi 379-1 e 379-2.

## Storia
Il 23 gennaio 2017 viene fondata la filiale Vodafone Enabler Italia , in forma abbreviata VEI, come operatore MVNO low-cost di Vodafone.
Il lancio del servizio, con il marchio ho. o ho-mobile, è avvenuto il 22 giugno 2018, a distanza di poche settimane dopo l'arrivo in Italia di Iliad.
Sebbene avesse ricevuto dal Ministero dello Sviluppo Economico (MISE) l'autorizzazione a operare come Full MVNO e unicamente con il prefisso 379-1, l'operatore è stato lanciato come ESP MVNO, adottando i prefissi 377-08 e 377-09. Successivamente sono stati introdotti i prefissi 379-1 e 379-2.

## Fatti rilevanti
Il 28 dicembre 2020 vengono rivelate alcune notizie in merito alla presenza sul dark web di un presunto archivio di dati relativi ai clienti dell'operatore. Dopo un'iniziale smentita, il 4 gennaio 2021, l'operatore telefonico ha comunicato ufficialmente di aver subito, mediante attacchi informatici avvenuti nei mesi precedenti, una sottrazione illecita da parte di ignoti concernente informazioni anagrafiche e tecniche delle SIM di una parte dei propri clienti. Contestualmente, viene altresì reso noto l'avvio delle indagini con le autorità competenti.

## Copertura
ho. si appoggia alla rete di Vodafone, avvalendosi anche della tecnologia 4G, con restrizioni sulla velocità a seconda del piano tariffario sottoscritto; infatti, le offerte attivate dal 1º agosto 2018, diversamente dalle precedenti che erano tutte limitate a 60 Mbit/s in download e 52 Mbit/s in upload, per la maggior parte sono limitate in velocità dati a 30 Mbit/s in download e in upload, con l'eccezione di una sola offerta che può navigare fino 60 Mbit/s in download e upload.
L'8 maggio 2024 lancia ufficialmente le eSIM e il 5G con velocità di 2 Gbit/s in download e 200 Mbit/s in upload, oltre a ripristinare il limite di velocità di tutte le offerte 4G a 60 Mbit/s.